# League of Ireland 2000/01
Die League of Ireland 2000/01 war die 80. Spielzeit der höchsten irischen Fußballliga. Sie begann am 11. August 2000 und endete am 6. Mai 2001. Titelverteidiger war der Shelbourne FC.
Bohemians Dublin gewann zum achten Mal die Meisterschaft.

## Modus
Die zwölf Mannschaften spielten jeweils dreimal gegeneinander. Jedes Team absolvierte dabei 33 Saisonspiele. Die beiden letzten Vereine stiegen direkt in die First Division ab, der Drittletzte musste in die Relegation.

## Vereine
| Verein                        | Wappen                        | Stadt      | Stadion            | Kapazität |
| ----------------------------- | ----------------------------- | ---------- | ------------------ | --------- |
| Bohemians Dublin              | Bohemians Dublin              | Dublin     | Dalymount Park     | 7.955     |
| Bray Wanderers                | Bray Wanderers                | Bray       | Carlisle Grounds   | 3.250     |
| Cork City                     | Cork City                     | Cork       | Turners Cross      | 8.985     |
| Derry City                    | Derry City                    | Derry      | Brandywell Stadium | 7.700     |
| Finn Harps                    | Finn Harps                    | Ballybofey | Finn Park          | 7.500     |
| Galway United                 | Galway United                 | Galway     | Terryland Park     | 5.000     |
| Kilkenny City                 | Kilkenny City                 | Kilkenny   | Buckley Park       | 3.000     |
| Longford Town                 | Longford Town                 | Longford   | Flancare Park      | 6:850     |
| Shamrock Rovers               | Shamrock Rovers               | Dublin     | Tallaght Stadium   | 5.947     |
| Shelbourne FC                 | Shelbourne FC                 | Dublin     | Tolka Park         | 9.680     |
| St Patrick’s Athletic         | St Patrick’s Athletic         | Dublin     | Richmond Park      | 5.340     |
| University College Dublin AFC | University College Dublin AFC | Dublin     | UCD Bowl           | 3.000     |

## Abschlusstabelle
| Pl. | Verein                        | Sp. | S  | U  | N  | Tore    | Diff. | Punkte |
| --- | ----------------------------- | --- | -- | -- | -- | ------- | ----- | ------ |
| 1.  | Bohemians Dublin              | 33  | 18 | 8  | 7  | 066:350 | +31   | 62     |
| 2.  | Shelbourne FC (M, P)          | 33  | 17 | 9  | 7  | 053:370 | +16   | 60     |
| 3.  | Cork City                     | 33  | 15 | 11 | 7  | 036:290 | +7    | 56     |
| 4.  | Bray Wanderers (N)            | 33  | 15 | 10 | 8  | 052:350 | +17   | 55     |
| 5.  | St Patrick’s Athletic         | 33  | 14 | 11 | 8  | 054:410 | +13   | 53     |
| 6.  | Derry City                    | 33  | 12 | 9  | 12 | 031:280 | +3    | 45     |
| 7.  | Shamrock Rovers               | 33  | 10 | 12 | 11 | 050:470 | +3    | 42     |
| 8.  | Longford Town (N)             | 33  | 12 | 6  | 15 | 040:470 | −7    | 42     |
| 9.  | Galway United                 | 33  | 10 | 10 | 13 | 034:470 | −13   | 40     |
| 10. | University College Dublin AFC | 33  | 9  | 10 | 14 | 036:440 | −8    | 37     |
| 11. | Finn Harps                    | 33  | 8  | 12 | 13 | 036:460 | −10   | 36     |
| 12. | Kilkenny City (N)             | 33  | 1  | 6  | 26 | 014:660 | −52   | 09     |

Platzierungskriterien: 1. Punkte – 2. Tordifferenz – 3. geschossene Tore

| (M) | Amtierender irischer Meister         |
| (P) | Amtierender irischer Pokalsieger     |
| (N) | Neuaufsteiger aus der First Division |

## Kreuztabelle
| Hinrunde (Runden 1–22) | Hinrunde (Runden 1–22) | Hinrunde (Runden 1–22) | Hinrunde (Runden 1–22) | Hinrunde (Runden 1–22) | Hinrunde (Runden 1–22) | Hinrunde (Runden 1–22) | Hinrunde (Runden 1–22) | Hinrunde (Runden 1–22) | Hinrunde (Runden 1–22)        | Hinrunde (Runden 1–22) | Hinrunde (Runden 1–22) | 2000/01                       | Rückrunde (Runden 23–33) | Rückrunde (Runden 23–33) | Rückrunde (Runden 23–33) | Rückrunde (Runden 23–33) | Rückrunde (Runden 23–33) | Rückrunde (Runden 23–33) | Rückrunde (Runden 23–33) | Rückrunde (Runden 23–33) | Rückrunde (Runden 23–33) | Rückrunde (Runden 23–33)      | Rückrunde (Runden 23–33) | Rückrunde (Runden 23–33) |
| ---------------------- | ---------------------- | ---------------------- | ---------------------- | ---------------------- | ---------------------- | ---------------------- | ---------------------- | ---------------------- | ----------------------------- | ---------------------- | ---------------------- | ----------------------------- | ------------------------ | ------------------------ | ------------------------ | ------------------------ | ------------------------ | ------------------------ | ------------------------ | ------------------------ | ------------------------ | ----------------------------- | ------------------------ | ------------------------ |
| Bohemians Dublin       | Shelbourne FC          | Cork City              | Bray Wanderers         | St Patrick’s Athletic  | Derry City             | Shamrock Rovers        | Longford Town          | Galway United          | University College Dublin AFC | Finn Harps             | Kilkenny City          | Verein                        | Bohemians Dublin         | Shelbourne FC            | Cork City                | Bray Wanderers           | St Patrick’s Athletic    | Derry City               | Shamrock Rovers          | Longford Town            | Galway United            | University College Dublin AFC | Finn Harps               | Kilkenny City            |
|                        | 0:1                    | 0:1                    | 1:0                    | 2:1                    | 1:1                    | 0:1                    | 1:0                    | 2:2                    | 2:0                           | 1:0                    | 2:1                    | Bohemians Dublin              |                          | –                        | 1:1                      | 3:1                      | 2:2                      | –                        | –                        | –                        | 5:0                      | –                             | 5:1                      | –                        |
| 2:4                    |                        | 0:1                    | 0:1                    | 3:1                    | 0:1                    | 2:2                    | 1:1                    | 3:1                    | 3:1                           | 0:0                    | 1:0                    | Shelbourne FC                 | 4:2                      |                          | 2:0                      | 3:2                      | –                        | –                        | 3:1                      | –                        | –                        | –                             | 0:1                      | 3:1                      |
| 0:0                    | 1:1                    |                        | 0:0                    | 0:4                    | 0:2                    | 1:2                    | 0:0                    | 2:0                    | 2:1                           | 1:0                    | 3:1                    | Cork City                     | –                        | –                        |                          | 1:0                      | 1:0                      | 1:0                      | –                        | 1:0                      | 3:1                      | 2:2                           | –                        | –                        |
| 3:1                    | 3:0                    | 1:0                    |                        | 2:2                    | 1:0                    | 1:1                    | 3:1                    | 0:1                    | 1:0                           | 0:0                    | 3:0                    | Bray Wanderers                | –                        | –                        | –                        |                          | 4:1                      | 2:1                      | 2:2                      | –                        | 2:1                      | 1:2                           | –                        | 5:0                      |
| 2:1                    | 0:2                    | 1:1                    | 1:1                    |                        | 1:0                    | 0:1                    | 2:1                    | 3:0                    | 1:1                           | 1:4                    | 3:0                    | St Patrick’s Athletic         | –                        | 4:1                      | –                        | –                        |                          | –                        | –                        | 2:4                      | –                        | 2:1                           | 2:1                      | 3:0                      |
| 0:2                    | 1:1                    | 1:1                    | 1:1                    | 1:1                    |                        | 2:0                    | 0:0                    | 0:1                    | 0:1                           | 2:0                    | 1:0                    | Derry City                    | 1:0                      | 3:3                      | –                        | –                        | 1:1                      |                          | –                        | 0:1                      | 0:1                      | –                             | 3:1                      | –                        |
| 0:0                    | 1:3                    | 1:2                    | 1:2                    | 1:1                    | 2:0                    |                        | 3:1                    | 0:0                    | 1:1                           | 2:0                    | 2:1                    | Shamrock Rovers               | 4:6                      | –                        | 4:1                      | –                        | 1:2                      | 2:3                      |                          | 3:2                      | –                        | –                             | –                        | –                        |
| 1:3                    | 0:1                    | 2:1                    | 0:1                    | 0:3                    | 1:0                    | 2:1                    |                        | 2:1                    | 2:0                           | 4:1                    | 2:1                    | Longford Town                 | 1:6                      | 0:1                      | –                        | 1:3                      | –                        | –                        | –                        |                          | 2:2                      | 2:0                           | –                        | –                        |
| 0:2                    | 0:0                    | 0:2                    | 2:2                    | 1:1                    | 1:0                    | 1:0                    | 1:0                    |                        | 1:2                           | 1:1                    | 1:2                    | Galway United                 | –                        | 1:1                      | –                        | –                        | 2:2                      | –                        | 1:1                      | –                        |                          | 1:4                           | 5:2                      | 2:0                      |
| 0:1                    | 0:1                    | 0:0                    | 1:1                    | 1:1                    | 0:1                    | 2:1                    | 0:2                    | 0:1                    |                               | 1:1                    | 1:0                    | University College Dublin AFC | 3:4                      | 1:2                      | –                        | –                        | –                        | 1:1                      | 2:2                      | –                        | –                        |                               | 3:2                      | 2:1                      |
| 1:1                    | 2:2                    | 0:1                    | 1:0                    | 0:1                    | 0:1                    | 0:0                    | 2:1                    | 1:0                    | 1:1                           |                        | 1:1                    | Finn Harps                    | –                        | –                        | 1:1                      | 4:1                      | –                        | –                        | 2:2                      | 2:2                      | –                        | –                             |                          | 2:0                      |
| 0:0                    | 0:3                    | 0:0                    | 2:2                    | 0:2                    | 0:1                    | 0:4                    | 0:1                    | 0:1                    | 0:1                           | 0:1                    |                        | Kilkenny City                 | 0:5                      | –                        | 1:4                      | –                        | –                        | 0:2                      | 1:1                      | 1:1                      | –                        | –                             | –                        |                          |

## Relegation
Der zehntplatzierte University College Dublin AFC gewann die Relegation gegen den Dritten der First Division, Athlone Town, und verblieb in der ersten Spielklasse.
|                               | Gesamt          |              | Hinspiel | Rückspiel |
| ----------------------------- | --------------- | ------------ | -------- | --------- |
| University College Dublin AFC | 3:3 (4:2 i. E.) | Athlone Town | 1:2      | 2:1       |